# Вилар Сан Костанцо
Вилар Сан Костанцо (итал. Villar San Costanzo) је насеље у Италији у округу Кунео, региону Пијемонт.
Према процени из 2011. у насељу је живело 490 становника. Насеље се налази на надморској висини од 620 м.

## Становништво
| 1931. | 1936. | 1951. | 1961. | 1971. | 1981. | 1991. | 2001. | 2011. |
| ----- | ----- | ----- | ----- | ----- | ----- | ----- | ----- | ----- |
| 2.152 | 2.132 | 1.910 | 1.641 | 1.451 | 1.223 | 1.207 | 1.396 | 1.502 |